# Voluntats anticipades
Les voluntats anticipades o testament vital, és un document (d'aquí també el nom de Document de Voluntats Anticipades o DVA) adreçat al metge o a la metgessa responsable, en el qual una persona major d'edat, amb capacitat suficient i de manera lliure, expressa les instruccions a tenir en compte. Aquest document permet als professional sanitaris conèixer la voluntat i les decisions de la persona davant la malaltia.
Aquest document es troba dins l'article 8 de la Llei de sanitat catalana 21/2000, sobre els drets d'informació concernent a la salut i l'autonomia del pacient i la documentació clínica i l'article 11 de la Llei estatal 41/2002 reguladora de l'autonomia del pacient i dels drets i obligacions en matèria d'informació i documentació clínica. Pel que fa a la legislació d'Espanya aquest document s'engloba en la Llei 41/2002, de 14 de novembre, bàsica reguladora de l'autonomia del pacient i els seus drets i obligacions en matèria d'informació i documentació clínica BOE de 15 de novembre de 2002
Aquest document és rellevant i s'ha de fer a plena consciència i pensant i reflexionant del que un voldria o no.
L'objectiu d'aquest document és preservar el dret ètic i legal de l'autonomia de les persones per prendre decisions anticipades davant situacions de salut importants en les quals no es puguin expressar.

## Què cal saber del document de voluntats anticipades?
No hi ha un moment concret per dur a terme el DVA, quan la persona ho vulgui fer i estigui plenament conscient, sense coaccions ni limitacions. Quan es parla de plenament conscient vol dir que és capaç d'entendre tota la informació, el diagnòstic, beneficis i riscos de la decisió. Sense problemes psicològics que puguin alterar la seva decisió real.
No hi ha cap document oficial, però si que n'hi ha molts exemples que et poden guiar a l'hora de fer-lo. El seu contingut és lliure i personal. Tot i així, els models o exemples t'ajuden a concretar situacions i moments vitals.
Pel que fa al representant, aquest és la persona que designes per defensar els teus drets i les teves decisions. El seu rol principal és el d'interlocutor amb els professionals sanitaris. El representant ha de seguir el que diu el DVA. Ha de ser una persona adulta amb capacitats plenament conservades. Hi ha la possibilitat d'assignar un segons representant. Aquesta persona assignada com a representant prendre rol quan la persona afectada no pugui prendre decisions ni comunicar-les per situacions mèdiques concretes. Aquesta persona serà avaluada per un metge especialista i decidirà si ha perdut les seves capacitats o no.
La presència d'aquest document obliga als professionals sanitaris, de manera legal i ètica, a tenir-lo en compte. Tot i així, en situacions d'emergència els professionals han d'actuar de forma ràpida i precoç i poden no tenir coneixement del document. Posteriorment, un cop passada la situació d'emergència es poden modificar els tractament segons les voluntats de la persona.

## Registre del document de voluntats anticipades
Un cop emplenat i fet el document s'ha de formalitzar i donar validesa davant d'un notari o bé, amb la firma de tres testimonis. Posteriorment, s'ha d'introduir a la història clínica de la persona per tenir-ho present si calgués. Aquest document es pot inscriure també al Registre de voluntats anticipades del Departament de Salut. Això, permet la seva visualització a Catalunya i a tot l'Estat espanyol. El Departament de Salut té un registre específic per arxivar i custodiar tots els documents per ser utilitzant si calgués.
Els testimonis signen conforme la persona es plenament conscient i sense que hagi estat coaccionada. Aquests no poden tenir cap vincle familiar amb la persona, fins a segons grau ni tampoc patrimonial. També, cal triar una persona responsable que serà la que parlarà en el moment de prendre les decisions si un mateix no pot.
Si es vol presentar i formalitzar el document pot entrar a la web de Catsalut i informar-se de tot el procediment.
Aquest document es pot formalitzar per dues vies diferents:
- Davant de tres testimonis majors d'edat, amb plena capacitat, dos dels quals no han de tenir relació de parentiu fins a segon grau ni estar vinculats per relació patrimonial amb l'atorgant.[8]
- Davant de notari: No cal presència de testimonis.[8]